# 립스틱 짙게 바르고
《립스틱 짙게 바르고》는 1987년 발표되고 가수 임주리가 부른 대한민국의 트로트곡이다. 당시 파격적인 제목과 가슴에 와닿는 가사로 40, 50대의 마음을 설레게 하였으며 현재도 대한민국 노래방에서 베스트10의 하나로 꼽히고 있다. 김희갑이 작곡하고 양인자가 작사하였으며 이 둘은 부부이다. 당시 작곡가 김희갑 선생님에 의하면 원래 이은하를 주려고 만든 노래였으나 임주리가 선생님에 우연히 놀러가다 그 노래의 악보를 보고 자기가 불러보면 안되겠냐는 질문에 불러보라 했는데 2소절 부르다 전율이 오면서 자기가 이 노래 부르겠다고 졸라서 녹음을 했다고 한다. 이 노래가 당시에는 히트하지 않았다가 1993년 MBC 드라마 엄마의 바다에서 타타타와 함께 김혜자가 본인의 심정을 대변하듯한 노래라며 틀어놓고 부르면서 뒤늦은 히트가 되었다. 이 노래가 히트함과 동시에 1996년 이 노래를 쓴 작사가 양인자를 원작자로 하여 정유석, 박지원이 각색한 석도원 감독이 메가폰을 잡은 동명 영화가 만들어지기도 한다.

## 미디어 반응
2011년 나는 가수다에서 김건모가 "립스틱 짙게 바르고"를 부른 이후 입술에 빨간 립스틱을 바르고 퇴장하였고 이를 패러디삼아 2016년 9월 18일 방영된 일요일이 좋다-판타스틱 듀오에서 디스 송 배틀이 펼쳐졌는데 여기에서 김건모에 대항하여 김범수는 "립스틱 짙게 바르고"를 불렀다.

## 수상
- 한국 노랫말 대상 (1994년 KBS)
- 한국DJ클럽이 집계한 1994년 인기곡 9위[2]